# Kosmos 2415
Kosmos 2415, ruski kartografski izviđački satelit iz programa Kosmos. Vrste je Jantar-1KFT (Kometa br. 21 L). Zadnji je satelit iz serije Jantar-1KFT.
Lansiran je 2. rujna 2005. godine u 9:50 s kozmodroma Bajkonura (Tjuratama) s mjesta 31/6. Lansiran je u nisku orbitu oko planeta Zemlje raketom nosačem Sojuz-U 11A511U. Orbita mu je bila 202 km u perigeju i 277 km u apogeju. Orbitne inklinacije je 64,88°. Spacetrackov kataloški broj je 28841. COSPARova oznaka je 2005-034-A. Zemlju je obilazio u 89,30 minuta. 
Vratio se na Zemlju 16. listopada 2005. godine. Iz misije je ostalo jedan dio koji je ostao kružiti u niskoj orbiti pa se vratio u atmosferu. 

## Vanjske poveznice
- N2YO.com Search Satellite Database (engl.)
- Celes Trak SATCAT Format Documentation (engl.)
- Kunstman  Arhivirana inačica izvorne stranice od 12. kolovoza 2019. (Wayback Machine) Satellites in Orbit (engl.)